# サイモン・ベーラム
サイモン・ベーラム（英: Simon Boerum、1724年2月29日 - 1775年7月11日）は、ニューヨーク植民地ブルックリン出身の農夫、製粉業者かつ政治的指導者である。1774年と1775年にニューヨーク植民地を代表し、大陸会議代議員を務めた。

## 伝記
ベーラムの先祖は、オランダ領植民地ニューネーデルランドの一部だった時代のロングアイランドに入植した。ベーラムの両親は、ウィリアム・ジェイコブ・ベーラム（1687年-1766年)とラチェル・ブルーム・ベーラム（1690年-1738年）であり、現在ではブルックリンの一部となっているニューヨーク植民地のキングス郡ニューロッツで農業を営んだ。サイモン・ベーラムはそこで1724年2月29日に生まれ、3月8日にオランダ改革派教会で洗礼を受けた。ベーラムはフラットブッシュのオランダ学校に入学し卒業した。
ベーラムはフラットブッシュで農業を営み、製粉所を運営した。1748年、今日のブルックリン中心街フルトン通りとホイト通りの南西角に家と庭も購入した。その年の9月30日、マリア・シェンク（1726年-1771年）と結婚し、その家が夫婦の生涯の家となった。
1750年、ジョージ・クリントン総督がベーラムをキングス郡事務官に指名した。ベーラムはその職を生涯保持し、また1761年以降はニューヨーク植民地議会議員も務めた。
1774年、この議会は大陸会議に対する態度を決めることができなかった。キングス郡は1774年10月1日にベーラムを代表に選択し、既に9月5日からフィラデルフィアで始まっていた大陸会議は彼をニューヨーク代表団の一人として受け入れた（ニューヨーク植民地のニューヨーク市その他の地区からジョン・ジェイなどがニューヨークの代表として参加していた）。第一次大陸会議の場では、イギリスからの輸入ボイコット合意（同盟規約）を支持し、概してより急進的なメンバーを支持した。イギリスとの統合と和解を求めるギャロウェイ・プランを破ることに貢献した。
1775年初期、ニューヨーク植民地議会が第一次大陸会議の成果物受け入れを拒否し、急にそれ以上の手段を検討することを止めるために閉会された。独立戦争の始まった4月にベーラムは革命ニューヨーク植民地会議代議員に選出された。この会議が再度ベーラムを大陸会議代表に指名したが、ベーラムは間もなく発病してフィラデルフィアから戻らざるを得なくなった。
ベーラムは1775年7月11日に自宅で死に、当初ニューロッツのオランダ埋葬地に埋葬された。1848年ベーラムとその妻マリアの遺骸はブルックリンのグリーンウッド墓地に移葬された。